# Dojazdów
Dojazdów – wieś w Polsce położona w województwie małopolskim, w powiecie krakowskim, w gminie Kocmyrzów-Luborzyca.

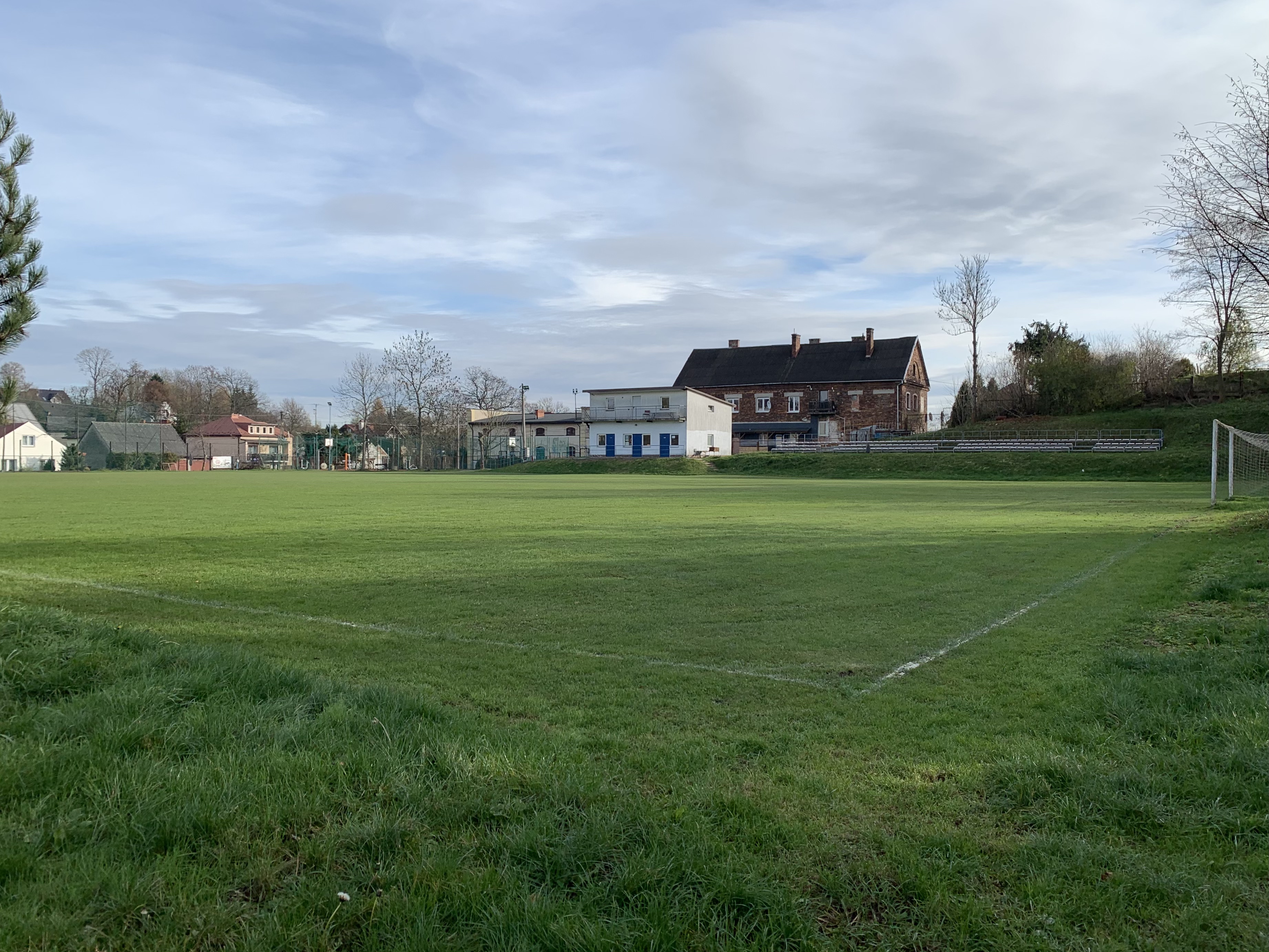
Boisko Klubu Sportowego „Partyzant Dojazdów”

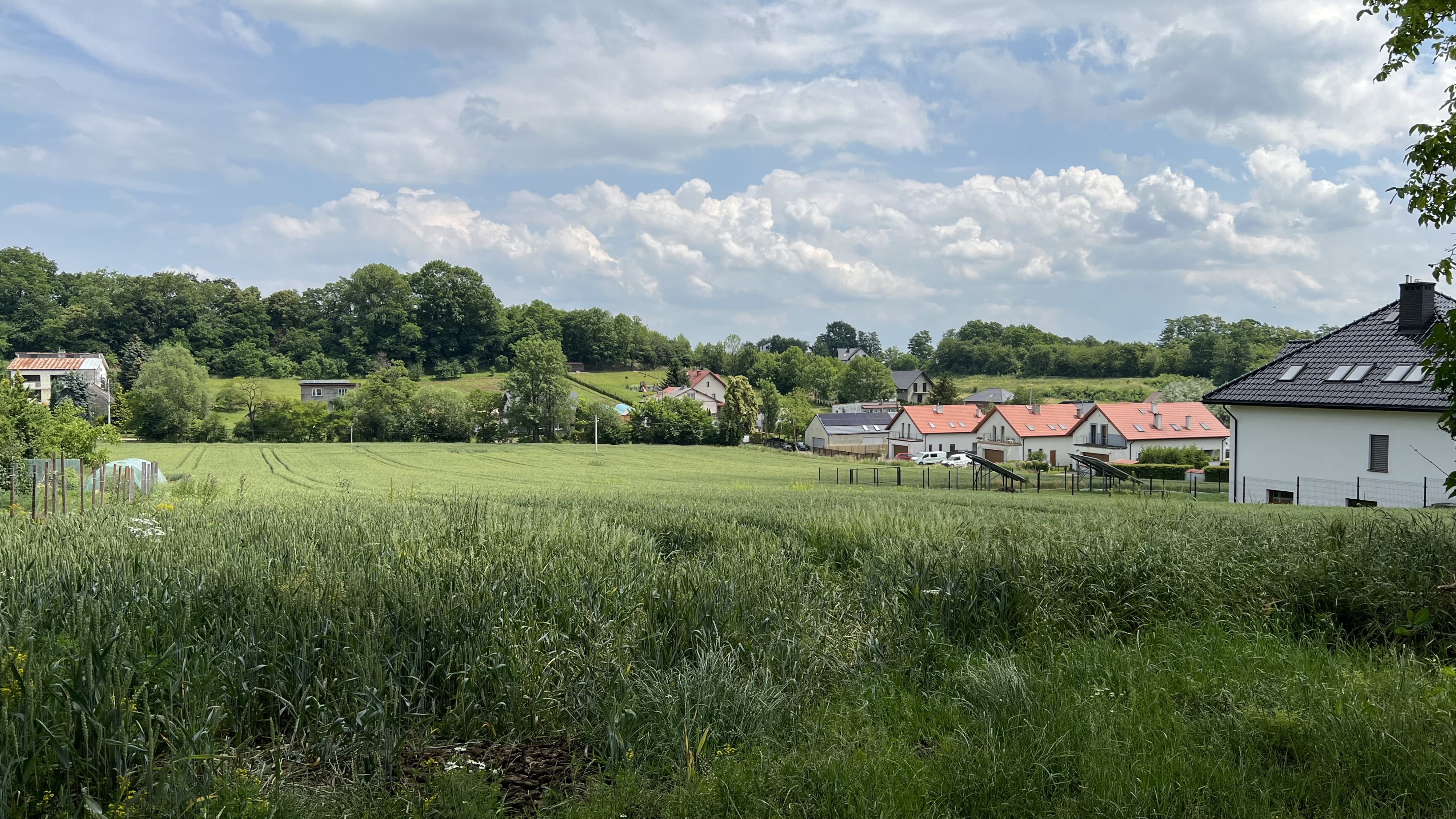
Widok z ul. Galicyjskiej w stronę ul. Rędzina

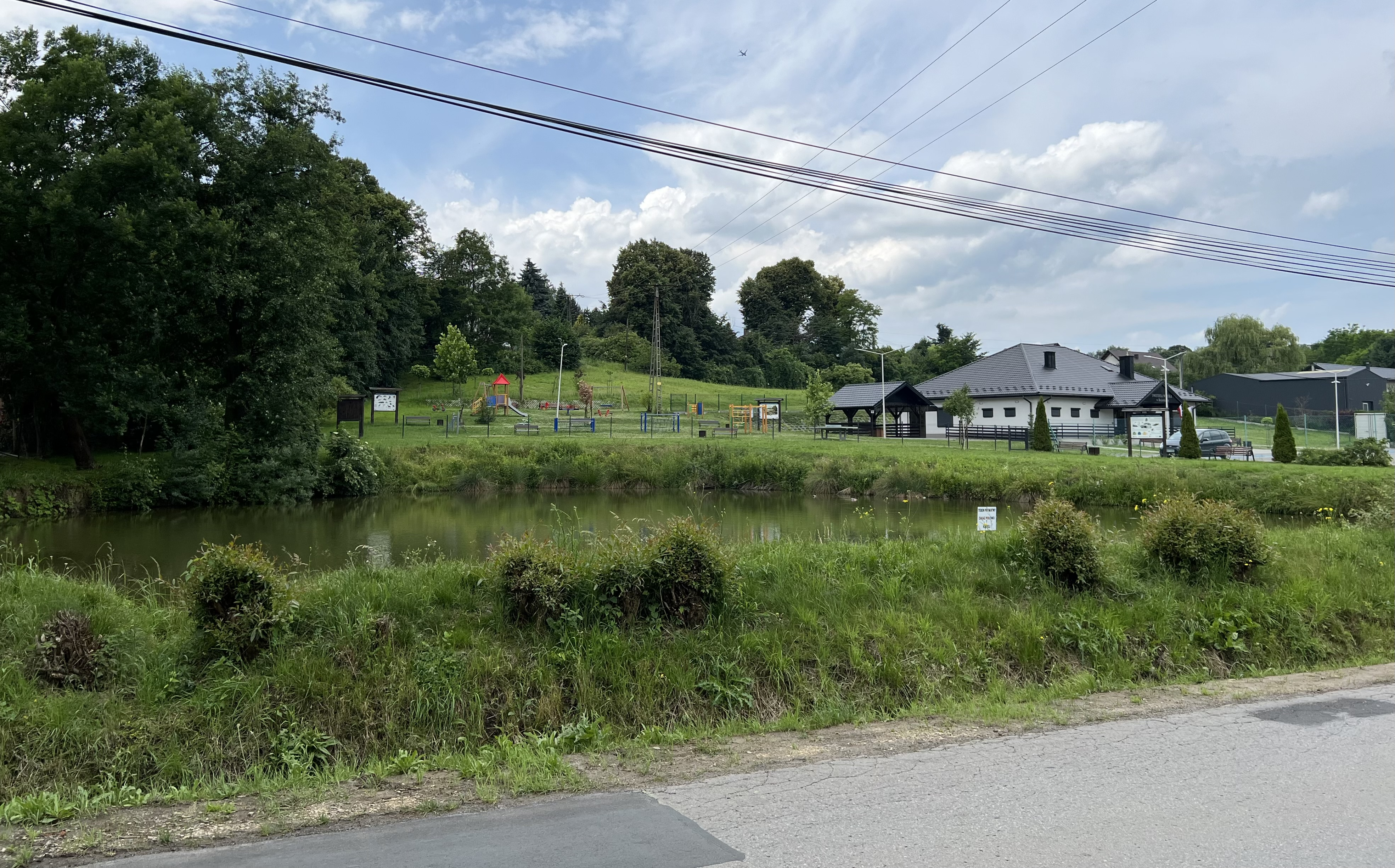
Staw i tereny rekreacyjne przy ul. Krakowskiej

## Historia
Osada na terenie obecnej wsi istniała już w 1079. Najstarsze wzmianki pisemne o Dojazdowie pochodzą z 1389. W 1399 Władysław II Jagiełło dokonał przeniesienia wsi z prawa polskiego na prawo magdeburskie oraz nadał miejscowości immunitet sądowy.
Od XIV wieku wieś stała się własnością Krakowskiej Kapituły Katedralnej i należała do parafii w Luborzycy, której płacona była dziesięcina.
W powstałym w XV wieku Liber beneficiorum dioecesis Cracoviensis autorstwa Jana Długosza Dojazdów został określony jako wieś z rolami, sadami, łąkami, gajami, folwarkiem, dobrymi zabudowaniami i dwiema karczmami.
Zgodnie z wynikami spisu ludności przeprowadzonego w latach 1790-1792 przez Komisję Porządkową Cywilno-Wojskową Województwa Krakowskiego wieś liczyła 151 mieszkańców. Zlokalizowany był tu wówczas dwór, zamieszkały przez Michała Grzączeńskiego, ponadto działała karczma Mikołaja Kalińskiego oraz browar Ignacego Łęckiego.
W 1795, w związku z III rozbiorem Polski, Dojazdów stał się częścią Cesarstwa Austrii. W wyniku wojny polsko-austriackiej, w 1809 został przyłączony do Księstwa Warszawskiego. Następnie na mocy postanowień Kongresu Wiedeńskiego mającego miejsce w latach 1814–1815, miejscowość stała się częścią Wolnego Miasta Kraków. Po zniesieniu jednostki w 1846 teren ten przyłączony został do Królestwa Galicji i Lodomerii, będącego częścią Cesarstwa Austrii.
Wieś pozostawała własnością kościelną do końca XVIII wieku. Według stanu na 1801 dzierżawcą Dojazdowa pozostawał Kazimierz Ostrowski. W pierwszych latach XIX wieku miejscowość przeszła na własność rodziny Potockich. 
Właścicielką wsi była Zofia Czosnowska, wywodząca się z Potockich. Była ona kochanką Józefa Poniatowskiego. Z relacji tej pochodził jej syn, Józef. W 1834 w dojazdowskim dworze zamieszkała córka Czosnowskiej, Paulina, wraz z mężem Stefanem Tańskim. Większość powierzchni miejscowości porastały wcześniej lasy, niewielką część jej obszaru stanowiły grunty orne. Tański doprowadził do rozwoju rolnictwa i powiększenia areału pod uprawę. Był on także zaangażowany w działalność niepodległościową, uczestniczył w powstaniu listopadowym, a w Dojazdowie prowadził pracę konspiracyjną. W 1846 w związku z powstaniem krakowskim prowadził zabiegi w celu utworzenia tu jednostki powstańczej, jednak udało mu się zgromadzić wokół siebie jedynie kilka osób, z którymi podążył do Krakowa.
W latach 50. XIX wieku Dojazdów wraz z okolicznymi miejscowościami stał się własnością Leona Rzewuskiego. Po jego śmierci w 1869 spadkobiercą tych dóbr zostały dzieci jego siostry: Hersylia Caetani hrabina Lovatelli oraz Honoriusz Caetani, książę Teano, którzy jednak nigdy nie przeprowadzili wizyty na zapisanych im terenach.
W 1888 dawny majątek Rzewuskiego zakupili Władysław i Stanisław Mycielscy. Dzięki posagowi wniesionemu przez swoją żonę, Władysław Mycielski w 1896 spłacił udziały brata, stając się jedynym właścicielem tych dóbr, rezydującym w Łuczanowicach. Dzięki darowaniu przez niego działki pod budowę, w 1890 w Dojazdowie została uruchomiona szkoła, którą w 1909 rozbudowano o trzy klasy, co nastąpiło w efekcie przekazania dotacji przez Mycielskiego. Do placówki uczęszczali uczniowie z Łuczanowic, Krzysztoforzyc, Kocmyrzowa i Dojazdowa. W 1897 w miejscowości uruchomiona została mleczarnia, działająca od 1905 pod nazwą „Parowa Mleczarnia Dóbr Łuczanowice w Dojazdowie”, posiadająca sieć barów mlecznych na terenie Krakowa. Przerabiane w mleczarni mleko pochodziło zarówno z produkcji realizowanej przez majątek dworski, jak i było też skupowane od miejscowych rolników. Mycielski uruchomił również we wsi nowoczesny młyn. 
14 grudnia 1899 uruchomiona została linia kolejowa łącząca Kraków z Kocmyrzowem, której trasę przeprowadzono przez Dojazdów.
Według Pierwszego Powszechnego Spisu Ludności z 1921 Dojazdów liczył 388 mieszkańców, z czego 362 katolików, 5 ewangelików, 20 żydów oraz 1 osobę innego wyznania. 378 mieszkańców miejscowości podało narodowość polską, a 10 – żydowską.
W latach 20. XX wieku Władysław Mycielski przeprowadził parcelację ziemi pośród chłopów, jako jeden z pierwszych majątków pod Krakowem.
W 1928 majątek Dojazdowski został przepisany na syna Mycielskiego, Andrzeja, który w 1931 stał się formalnym właścicielem całych dotychczasowych dóbr swojego ojca, jednak z uwagi na prowadzoną przez niego pracę naukowa, do 1939 faktyczny zarząd nad majątkiem pełnił Władysław Mycielski.
Do 30 lipca 1934 Dojazdów stanowił gminę jednowioskową. 1 sierpnia 1934 miejscowość została włączona w skład powstałej wówczas gminy zbiorowej Ruszcza.
W okresie II wojny światowej ludność miejscowości brała udział w działalności konspiracyjnej, a tutejsza mleczarnia dostarczała swoje wyroby działającym na tym terenie partyzantom.
W 1945 Mycielscy zostali zmuszeni do opuszczenia majątku. Zaraz po zakończeniu II wojny światowej założony został miejscowy Ludowy Klub Sportowy „Partyzant Dojazdów”. W 1947 we wsi wybudowano boisko sportowe.
Gmina Ruszcza została zniesiona 29 września 1954 wraz z reformą wprowadzającą gromady w miejsce gmin. Na mocy uchwały Wojewódzkiej Rady Narodowej w Krakowie z dnia 6 października 1954 utworzono gromadę Dojazdów, a miejscowość stała się siedzibą liczącej 23 członków Gromadzkiej Rady Narodowej. Jednostka poza Dojazdowem obejmowała również Kocmyrzów, Krzysztoforzyce, Łuczanowice, Sulechów i Węgrzynowice.
Gromadę Dojazdów zniesiono 30 czerwca 1960 w związku z przeniesieniem siedziby Gromadzkiej Rady Narodowej z Dojazdowa do Kocmyrzowa i przemianowaniem jednostki na gromada Kocmyrzów.
1 stycznia 1973 roku Dojazdów wszedł w skład nowo utworzonej gminy Kocmyrzów-Luborzyca. W latach 1975–1998 miejscowość administracyjnie należała do województwa krakowskiego.
Zgodnie z wynikami Narodowego Spisu Powszechnego z 1988 Dojazdów zamieszkiwało 728 osób, natomiast według danych Narodowego Spisu Powszechnego z 2002 liczba ludności wzrosła do 880 osób. Spis Powszechny z 2011 wykazał 989 mieszkańców, a według Spisu Powszechnego z 2021 było to 1212 osób.

## Edukacja i kultura

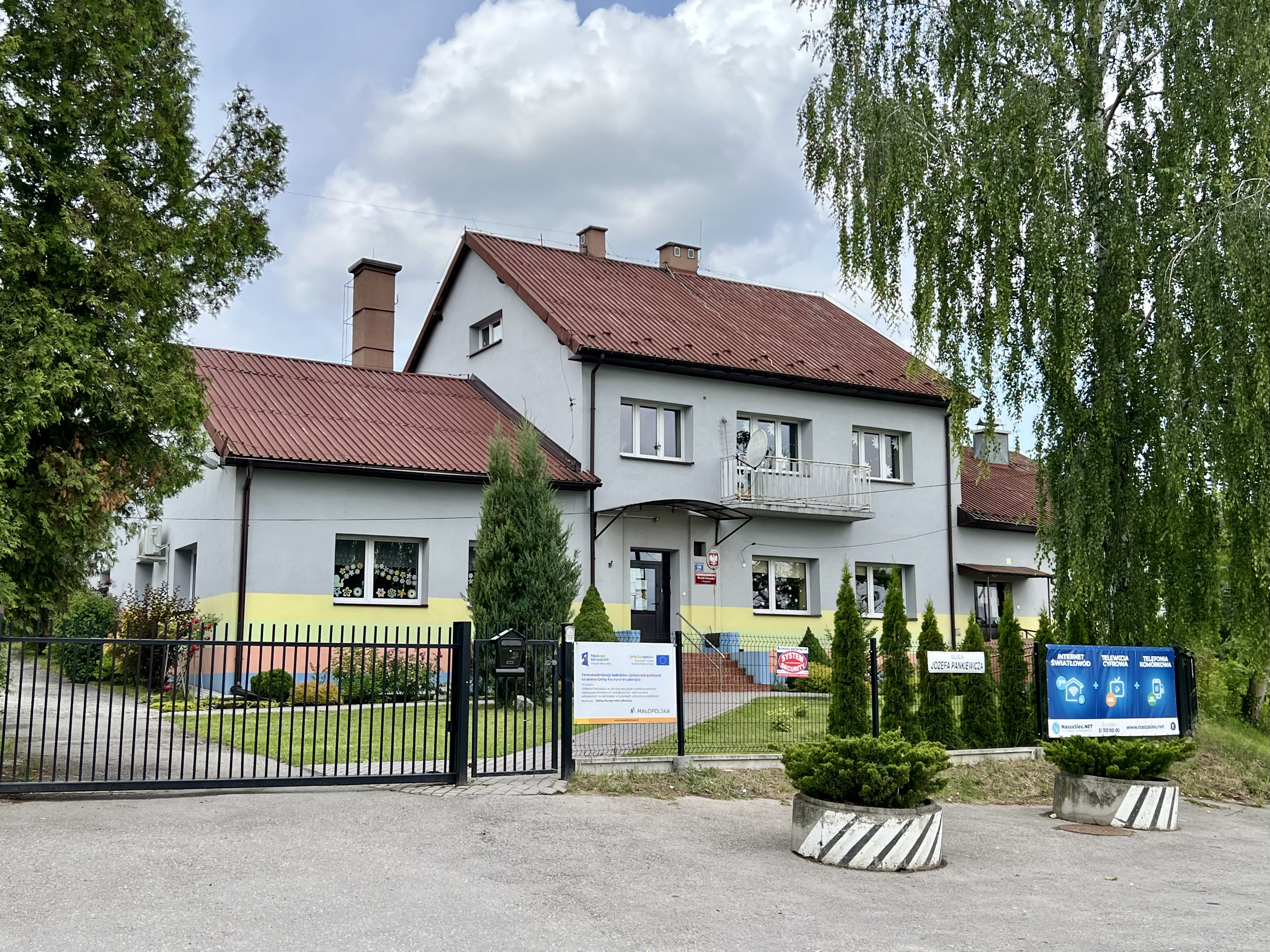
Przedszkole w Dojazdowie

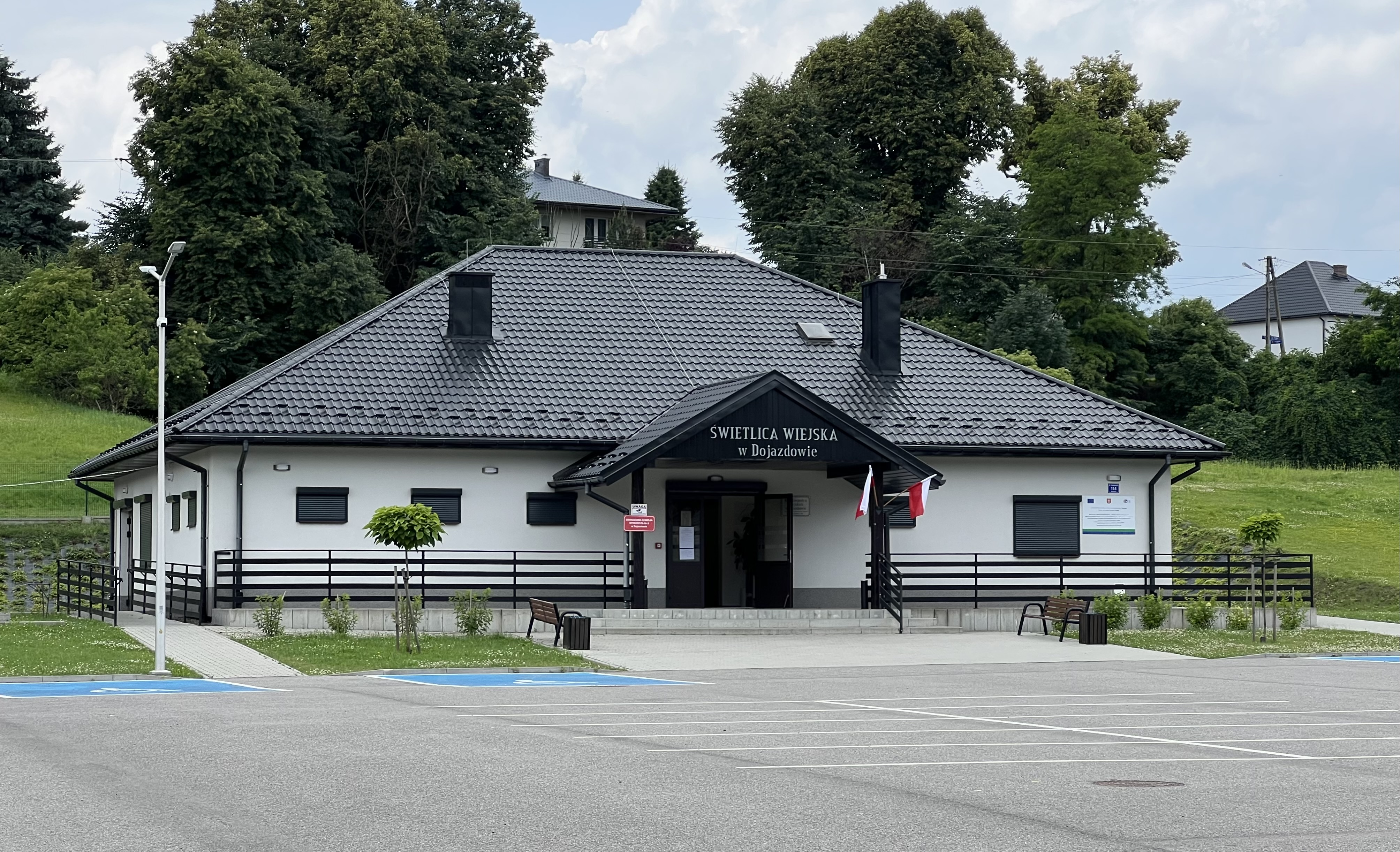
Świetlica Wiejska w Dojazdowie

W Dojazdowie znajduje się publiczne przedszkole. Zostało ono założone na mocy decyzji Naczelnika Gminy Kocmyrzów-Luborzyca z dnia 31 sierpnia 1989. Rozpoczęło ono funkcjonowanie jako Państwowe Przedszkole w Dojazdowie i w tej formie działało do końca czerwca 1991, natomiast 1 września 1991 zostało uruchomione jako Przedszkole Samorządowe. Siedzibą placówki stał się budynek Szkoły Podstawowej im. Tadeusza Kościuszki w Dojazdowie, w którym powstały wydzielone na jej potrzeby sale. Do 2003 przedszkole posiadało dwa oddziały, a od 1 września 2003 uruchomiono trzeci oddział. Na skutek tego funkcjonowały tu wówczas dwa oddziały dla dzieci młodszych oraz jeden oddział przygotowania przedszkolnego dla dzieci w wieku 6 lat. 
Szkoła Podstawowa im. Tadeusza Kościuszki w Dojazdowie została przeznaczona do likwidacji na mocy uchwały o reorganizacji sieci szkół na terenie gminy z 28 marca 2012 i prowadziła działalność do 2013. Od tego czasu starsze dzieci uczęszczają do Szkoły Podstawowej w Luborzycy, a przedszkole stało się jedynym użytkownikiem budynku w Dojazdowie.
Na terenie wsi działa koło gospodyń wiejskich, biorące udział w uroczystościach gminnych, a także w imprezach w innych miejscowościach, jak Kraków, Skawina, Nowy Targ, czy Sieniawa. 
Funkcjonuje tu świetlica wiejska, której budynek został oddany do użytku w 2021. Mieści ona siedzibę koła gospodyń wiejskich, odbywają się tu również zajęcia organizowane przez gminne Centrum Kultury i Promocji. W bezpośrednim sąsiedztwie obiektu znajduje się plac zabaw, ścieżka rekreacyjno-edukacyjna oraz altana sołecka.

## Transport

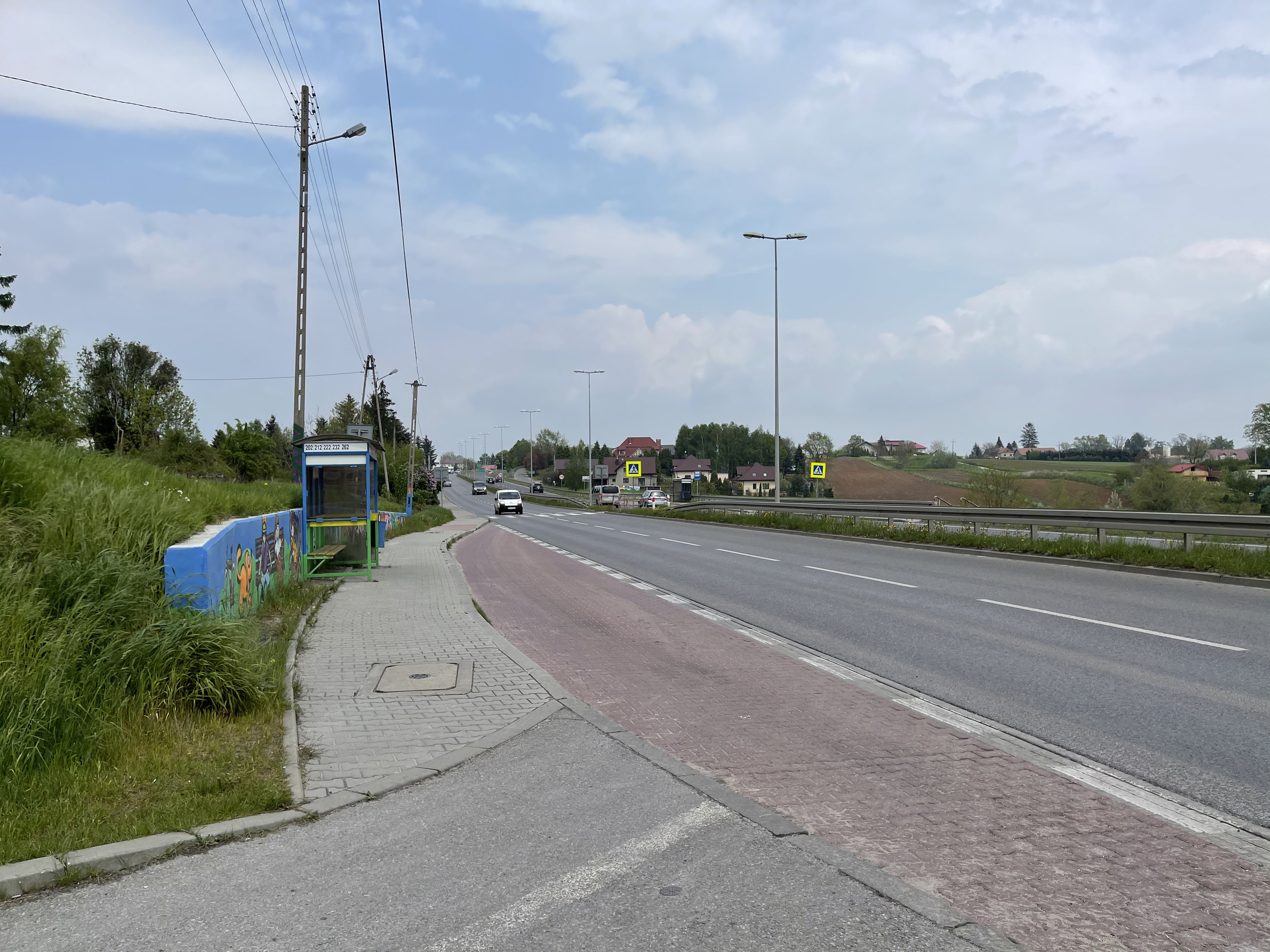
Droga wojewódzka nr 776 w Dojazdowie

Miejscowość leży na szlaku drogi wojewódzkiej nr 776 Kraków – Busko-Zdrój.
Przez ul. Kocmyrzowską przebiegają podmiejskie linie 202, 212, 222, 232, 262, 272 MPK Kraków, zatrzymujące się tu na trzech przystankach. Linia 272 obsługuje ponadto kolejne trzy przystanki zlokalizowane w ciągu ulicy Krakowskiej, łącząc Dojazdów z Łuczanowicami, Wadowem, Luboczą oraz nowohuckim Kombinatem.
Najbliższe stacje kolejowe to Zastów i Baranówka.
Miejscowość położona była na szlaku linii kolejowej nr 111 Kraków – Kocmyrzów, na której przewozy rozpoczęto 14 grudnia 1899. Najbliższy Dojazdowa przystanek na linii stanowiła końcowa stacja w Kocmyrzowie. Od 28 września 1963 relacje pociągów zostały skrócone do odcinka pomiędzy stacjami Kocmyrzów i Nowa Huta. W 1970 linię zamknięto dla ruchu pasażerskiego, a w maju 1993 całkowicie zaprzestano na niej kursowania pociągów. Linia została rozebrana w 2006, a jej teren zajęła rozbudowana w latach 2010–2014 ulica Kocmyrzowska, będąca częścią drogi wojewódzkiej nr 776.

## Wspólnoty wyznaniowe

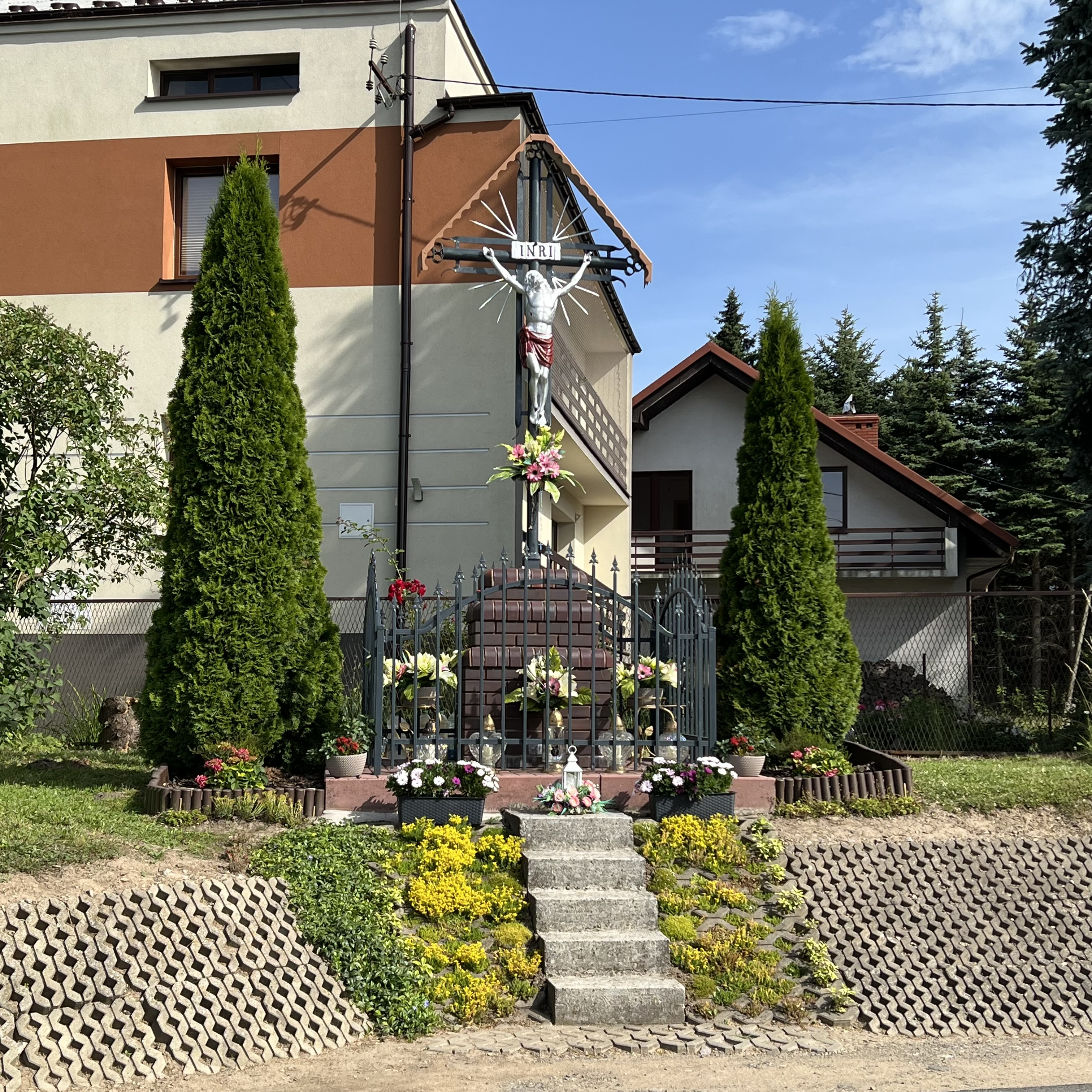
Krzyż przydrożny przy ul. Pogodnej

Dojazdów w strukturach kościoła rzymskokatolickiego od 1828 formalnie pozostaje częścią parafii św. Grzegorza Wielkiego w Ruszczy. Wcześniej miejscowość wchodziła w skład parafii Luborzyca, którą w wyniku utworzenia Wolnego Miasta Krakowa znacznie okrojono. Współcześnie niektórzy miejscowi wierni kościoła rzymskokatolickiego przynależą również do erygowanej w 2001 parafii Matki Bożej Wspomożenia Wiernych w Prusach.